# ルネモちゃん
ルネモちゃんは、日本女子サッカーリーグ（なでしこリーグ）に参戦する、ルネサンス熊本フットボールクラブのマスコットキャラクターである。

## 概要
2008年10月、ルネサンス熊本フットボールクラブ公式サイトのリニューアルとほぼ同時に登場。デザイナーは同チームの顧問デザイナーでもある福岡在住のグラフィックデザイナーの後藤雅美（後藤デザイン）。
名前はホームページでの公募によって決定した。ルネサンスの「ルネ」と火の国熊本の燃える「モ」と萌える「モ」からの命名と言われている。
ルネサンス熊本のホーム戦でオフィシャルグッズ購入者にルネモちゃんのステッカーが何度か配布されたが、数種類の表情のデザインがある模様。
2009年8月30日、熊本のJリーグチームロアッソ熊本の試合に、ルネサンス熊本フットボールクラブの選手が応援に駆けつけ、ルネサンスの選手のインタビュー時にロアッソ熊本のキャラクターであるロアッソくんがルネモちゃんのデザインされた団扇（うちわ）を振る姿がオーロラビジョンで目撃された。今後は、ふたりの競演が各チームのサポーターに期待されている。

## プロフィール
年齢は小学校高学年、ルネサンス熊本フットボールの下部組織ジュニアチームに所属している。将来の夢はなでしこリーグ出場とFIFA女子ワールドカップ出場である。性格はカワイイ小学生なのだが、時に小悪魔キャラクターとなり、男の子を惑わしてしまう。
チームからの情報によれば小学校低学年の妹ルネアちゃんがいる模様。
2009年シーズン現在、キグルミのルネモちゃんは登場していない。来シーズンの登場が期待されている。